# العلاقات الغابونية البوروندية
العلاقات الغابونية البوروندية هي العلاقات الثنائية التي تجمع بين الغابون وبوروندي.

## مقارنة بين البلدين
هذه مقارنة عامة ومرجعية للدولتين:
| وجه المقارنة                                              | الغابون                        | بوروندي                                    |
| --------------------------------------------------------- | ------------------------------ | ------------------------------------------ |
| المساحة (كم2)                                             | 267.67 ألف                     | 27.83 ألف                                  |
| عدد السكان (نسمة)                                         | 2.03 مليون                     | 10.86 مليون                                |
| الكثافة السكانية (ن./كم²)                                 | 7.58                           | 390.23                                     |
| العاصمة                                                   | ليبرفيل                        | بوجومبورا، جيتيغا                          |
| اللغة الرسمية                                             | لغة فرنسية                     | اللغة الكيروندية، لغة فرنسية، لغة إنجليزية |
| العملة                                                    | فرنك وسط أفريقي                | فرنك بوروندي                               |
| الناتج المحلي الإجمالي (بليون دولار)                      | 14.62 مليار                    | 3.48 مليار                                 |
| الناتج المحلي الإجمالي (تعادل القوة الشرائية) بليون دولار | 34.65 مليار                    | 8.13 مليار                                 |
| الناتج المحلي الإجمالي الاسمي للفرد دولار أمريكي          | 8.27 ألف                       | 277                                        |
| الناتج المحلي الإجمالي للفرد دولار أمريكي                 | 19.43 ألف                      | 77                                         |
| مؤشر التنمية البشرية                                      | 0.684                          | 0.400                                      |
| رمز المكالمات الدولي                                      | +241                           | +257                                       |
| رمز الإنترنت                                              | .ga                            | .bi                                        |
| المنطقة الزمنية                                           | ت ع م+01:00، توقيت غرب أفريقيا | ت ع م+02:00                                |

## منظمات دولية مشتركة
يشترك البلدان في عضوية مجموعة من المنظمات الدولية، منها:
| علم المنظمة | اسم المنظمة                                 | تاريخ انضمام الغابون | تاريخ انضمام بوروندي |
| ----------- | ------------------------------------------- | -------------------- | -------------------- |
|             | منظمة التجارة العالمية                      | ?                    | 23 يوليو 1995        |
|             | الاتحاد الأفريقي                            | ?                    | 25 مايو 1963         |
|             | الاتحاد البريدي العالمي                     | ?                    | ?                    |
|             | مجموعة دول أفريقيا والكاريبي والمحيط الهادئ | ?                    | ?                    |
|             | يونسكو                                      | 16 نوفمبر 1960       | 16 نوفمبر 1962       |
|             | مؤسسة التمويل الدولية                       | 20 أكتوبر 1970       | 28 نوفمبر 1979       |
|             | المركز الدولي لتسوية المنازعات الاستشارية   | 14 أكتوبر 1966       | 5 ديسمبر 1969        |
|             | منظمة حظر الأسلحة الكيميائية                | ?                    | ?                    |
|             | مؤسسة التنمية الدولية                       | 4 نوفمبر 1963        | 28 سبتمبر 1963       |
|             | وكالة ضمان الاستثمار متعدد الأطراف          | 26 مارس 2003         | 10 مارس 1998         |
|             | الاتحاد الدولي للاتصالات                    | 28 ديسمبر 1960       | 16 فبراير 1963       |
|             | منظمة الشرطة الجنائية الدولية               | ?                    | ?                    |
|             | الأمم المتحدة                               | 20 سبتمبر 1960       | 18 سبتمبر 1962       |
|             | البنك الدولي للإنشاء والتعمير               | 10 سبتمبر 1963       | 28 سبتمبر 1963       |
|             | أفريستات ‏                                   | 21 سبتمبر 1993       | 2006                 |
|             | البنك الإفريقي للتنمية                      | ?                    | ?                    |